# Adrian Taylor
Pour les articles homonymes, voir Taylor.
Adrian Clemens « Clem » Taylor (né le 27 janvier 1954 et mort le 21 mars 2014) est un producteur de nouvelles télévisées américain, connu pour son travail sur 60 Minutes, The Early Show et CBS News. Taylor a remporté un Peabody Award pour son segment de 60 minutes, Joy in the Congo, qui mettait en vedette l'Orchestre symphonique kimbanguiste de Kinshasa, en République démocratique du Congo,. En plus de son Peabody, Taylor a également remporté huit Emmy Awards au cours de sa carrière de radiodiffuseur.

## Biographie
Taylor est né à Doylestown, en Pennsylvanie, le 27 janvier 1954. En tant qu'élève du secondaire, Taylor a créé Morning Announcements, une émission d'annonces télévisées diffusée dans son école, et est devenu journaliste sportif rémunéré pour le journal local, The Doylestown Intelligencer. Taylor a obtenu son baccalauréat au Boston College, où il a été rédacteur en chef du journal étudiant de la Colombie-Britannique, The Heights.
Taylor a déménagé à Washington après avoir obtenu son diplôme du Boston College. Il a travaillé pour le sénateur américain Richard Schweiker de Pennsylvanie pendant un an. Il est ensuite revenu au journalisme, d'abord en tant que producteur, puis en tant que reporter pour la National Public Radio,. Taylor a également travaillé pour ABC News pendant une dizaine d'années, où il a produit des segments pour 20/20 et Primetime Live. Il a également produit des pièces pour CNBC, ESPN et Fox News au cours de sa carrière,.
Clem Taylor a passé près de vingt ans avec CBS News. Il a travaillé comme producteur de CBS basé à Washington, Dallas et New York. Il a été affecté en tant que producteur basé à la Maison-Blanche pendant l'administration Reagan pendant les années 1980. Taylor a couvert le sommet de Reykjavík entre Mikhaïl Gorbatchev et Ronald Reagan en Islande en 1986. À la fin des années 1990, il a été nommé producteur principal de The Early Show à la fin des années 1990.
Taylor a passé ses quatre dernières années chez CBS News en tant que producteur pour 60 Minutes,. Il a coproduit un segment de 60 minutes, intitulé Joy in the Congo, sur l'Orchestre symphonique kimbanguiste de la République démocratique du Congo. "Joy in the Congo" est diffusé à l'origine le dimanche de Pâques en 2012. Le segment a remporté un Peabody Award en mai 2013.
Le dernier segment de 60 minutes de Taylor portait sur un groupe d'hommes qui ont organisé les Jeux olympiques d'hiver de 1980.
En mai 2013, Taylor a reçu un diagnostic de cancer du pancréas. Il est décédé au Beth Israel Medical Center à Newark dans le New Jersey, le 21 mars 2014, à l'âge de 60 ans,. C'était un résident de Montclair dans le New Jersey.